# Koralnik modropłatkowy
Koralnik modropłatkowy, koralnik szary (Callaeas wilsoni) (w jęz. maor. Kokako) – gatunek średniej wielkości leśnego ptaka z rodziny koralników (Callaeidae). Występuje endemicznie na Wyspie Północnej Nowej Zelandii. Dzięki podjętym działaniom ochrony czynnej nie jest zagrożony wyginięciem.

## Systematyka
Jest to gatunek monotypowy. Do niedawna traktowany był jako podgatunek koralnika żółtopłatkowego (C. cinereus), lecz na podstawie badań genetycznych i morfologicznych wyodrębniono go do rangi gatunku.

## Morfologia
Długość ciała 38 cm. Masa ciała 200–250 g, samce średnio 233 g, samice średnio 218 g.
Upierzenie niebieskoszare z czarnym kantarkiem, małe niebieskie korale wyrastające z nasady dzioba i przykrywające gardło. Długie, mocne nogi i długi zakrzywiony w dół ogon. Samice są podobne do samców.

## Ekologia i zachowanie
Zamieszkuje wysokie lasy. Lata słabo. Jest czujny i ostrożny, a jego obecność najłatwiej rozpoznać po złożonym śpiewie i innych wokalizacjach, często wykonywanych o świcie z czubka wysokiego drzewa.
Wyprowadza zazwyczaj jeden lęg w roku – w okresie od listopada do lutego. Sporadycznie, w latach z obfitością pożywienia, sezon lęgowy może trwać 6 miesięcy i może wtedy wyprowadzić do trzech lęgów. Samica składa 2–4 różowawoszare jaja w gnieździe w kształcie kubka, umieszczonym na drzewie na wysokości średnio 13 m (3–25 m). Wysiaduje samica przez około 18 dni. Oba osobniki z pary zajmują się karmieniem piskląt. Młode są opierzone w wieku 32–37 dni, przeważnie pozostają na terytorium rodziców przez kilka miesięcy do roku i nadal są karmione przez oboje rodziców.

## Status, zagrożenia i ochrona
IUCN po raz pierwszy sklasyfikowała koralnika modropłatkowego w 2016 roku, uznając go za gatunek bliski zagrożenia (NT, Near Threatened); wcześniej nie był uznawany za osobny gatunek. W 2022 roku zmieniono status na gatunek najmniejszej troski (LC, Least Concern); liczebność populacji szacowano wówczas na 3000–6000 dorosłych osobników. Trend liczebności populacji oceniany jest obecnie jako wzrostowy. Gatunek ten był dawniej pospolity w lasach Wyspy Północnej, obecnie jego rozmieszczenie jest plamowe. Do historycznych spadków liczebności przyczyniło się niszczenie na dużą skalę siedlisk i ich fragmentacja, introdukcja gatunków drapieżnych oraz współzawodniczących z koralnikiem modropłatkowym o pożywienie. Gatunkami żywiącymi się jajami i pisklętami są głównie szczur śniady i kitanka lisia, zaś za śmierć wysiadujących samic odpowiada gronostaj europejski. O pożywienie konkuruje kitanka lisia, a także introdukowane kozy i jelenie, które wyjadają z podszytu ulubione przez tego ptaka gatunki roślin. Koralnik modropłatkowy jest całkowicie uzależniony od działań ochronnych, polegają one przede wszystkim na tępieniu zagrażających mu drapieżników oraz na relokacji ptaków w bezpieczniejsze miejsca, w tym wyspy. Niechronione populacje wyginęły. W Mapara Wildlife Management Reserve zbadano, że w przypadku braku kontroli nad drapieżnikami sukces lęgowy u tego ptaka wynosił jedynie 8%, a tam gdzie drapieżniki tępiono wzrósł on do 61%.